# Club Football Estrela da Amadora
El Club Football Estrela da Amadora SAD es un equipo de fútbol de Amadora en Portugal. A partir de la temporada 2023-24 juega en la Primeira Liga, la primera categoría del Fútbol en Portugal.

## Historia
Fue fundado en julio de 2020 en la localidad de Amadora al oeste de la capital Lisboa al fusionarse los equipos Clube Desportivo Estrela y Club Sintra Football, tomando el lugar del Sintra en el Campeonato de Portugal, no así los logros del desaparecido CF Estrela da Amadora ni del resto, haciendo a un equipo completamente nuevo.
La decisión del nombre se tomó en una reunión de sus asociados donde el 92% decidió que los equipos se fusionaran y fueran una Sociedad Anónima Deportiva, tomando el logo y los colores del equipo original.
Al fusionarse con el Club Sintra Football tomó su puesto en el Campeonato de Portugal 2020-21 y la Taça de Portugal 2020-21. 
El 30 de mayo de 2021 hizo historia al vencer 0-2 al União de Leiria en el Estádio Dr. Magalhães Pessoa y ascender a la Segunda División.
En la temporada 2022-23 le ganó al C. S. Marítimo en un Play-off a doble partido por el Ascenso a la Primeira Liga, la primera categoría del Fútbol en Portugal.